# Hildebrandmonument
Het Hildebrandmonument is een beeldengroep in de Haarlemmerhout te Haarlem. Ze bestaat uit een achtkantige fontein met acht personages uit de Camera Obscura, op een afstand vanaf een voetstuk gadegeslagen door hun verteller Hildebrand.

## Geschiedenis
In 1914 werd een ontwerpwedstrijd uitgeschreven door de gemeente Haarlem ter ere van de honderdste geboortedag van Nicolaas Beets (Hildebrand). De jury, die bestond uit architecten en kunstenaars (Karel de Bazel, Antoon Derkinderen, Jo Limburg, Jacobus van Looy, Joseph Mendes da Costa, Arend Odé, Leonard Springer en Han van Loghem) verkoos uit 25 inzendingen unaniem het ontwerp van Jan Bronner.
De beeldengroep, die Bronner in 1947 voltooide, werd in mei 1948 tentoongesteld op een expositie in het Stedelijk Museum van Amsterdam. Na langdurig overleg tussen Bronner en de gemeente Haarlem over de locatie en financiën, dat vanaf 1948 werd gevoerd, werd het Hildebrandmonument in 1962 op de huidige plek onthuld.
De beeldengroep werd vervaardigd uit euville-kalksteen. Vanwege vandalisme heeft de gemeente Haarlem de beeldengroep in juli 1983 verwijderd. Het Rijk werd eigenaar van de originele beelden en in 1986 werden kopieën van kunststof teruggeplaatst. Met vooruitziende blik had het Ministerie van Onderwijs, Kunsten en Wetenschappen in 1950 voor de rijkscollectie gipsen afgietsels van de stenen beelden laten maken, "voor expositiedoeleinden én om het voortbestaan van dit zo belangrijke monument te verzekeren". De originele stenen beelden gaf het Rijk in 1990 in bruikleen aan de beeldentuin van kasteel Nijenhuis bij Heino.
De kunststofreplica's, samengesteld uit epoxyhars gevuld met polyurethaan-schuim, bleken evenmin vandalismebestendig. Na verschillende reparatiewerkzaamheden heeft de gemeente de beeldengroep in 2009 ontmanteld.

## Na 2012
Na een beschadiging werd het Hildebrandmonument besproken in de gemeenteraad van Haarlem. Daarbij moest de gemeente overleggen met bijvoorbeeld de Rijksdienst voor het Cultureel Erfgoed. Tegelijkertijd verenigden belangstellenden zich in de Stichting Herstel Hildebrandmonument. De herstelkosten werden geraamd op 121.000 euro, waarvan de gemeente 2/3 voor haar rekening nam; de stichting moest het overige bijeenbrengen. Reden tot herstel werd gevonden in de uniciteit en de hoogwaardigheid van de beeldengroep. Dit was alleen mogelijk indien de beeldengroep inclusief bassin in haar geheel werd teruggeplaatst. De verwijdering ervan (naar aanleiding van vandalisme) zag men als het verloren gaan van een hoogwaardig kunstwerk binnen de collectie kunst in de openbare ruimte. In 2013 was sowieso een deel van het omringende park aan een opknapbeurt toe. Er werd wel besloten de beelden niet in natuursteen te herstellen; dat was niet vandalismebestendig en duurder. In 2014 kon het worden (terug)geplaatst. Het monument met replica's van de originele beeldengroep van beeldhouwer Bronner is dan uitgevoerd in brons met een stalen verankering en een steenkleurige afwerking. De fontein waar de beelden omheen staan is weer in werking. Vanaf zonsondergang worden de beelden verlicht.

## Hildebrandcomité
De totstandkoming van de originele beeldengroep werd gecoördineerd door het Comité tot stichting van een Hildebrand-Gedenkteeken te Haarlem, opgericht in 1913 door de Haarlemse leraar Blekers. Van 1950 tot 1962 behoorde de schrijver Godfried Bomans tot de actieve leden.

## Afgietsels
Met de gipsen afgietsels zijn bronzen beelden gemaakt die op diverse plaatsen in Nederland staan:
- Amsterdam : Teun de Jager (1958), Vondelpark
- Haarlem : Hildebrand (1968), Stadskweektuin
- Utrecht : Grootmoeder Kegge (1969), Overvecht-Zuid
- Eindhoven : Buikje, Keesje en Suzette Noiret (1988/1990), Stadswandelpark
- Schijndel : Van der Hoogen (1991), Jansenpark
- Amsterdam : Keesje, het diakenhuismannetje (<1947), sinds 1998 in het Siegerpark
- Scheveningen : Keesje, Museum Beelden aan Zee

## Beelden

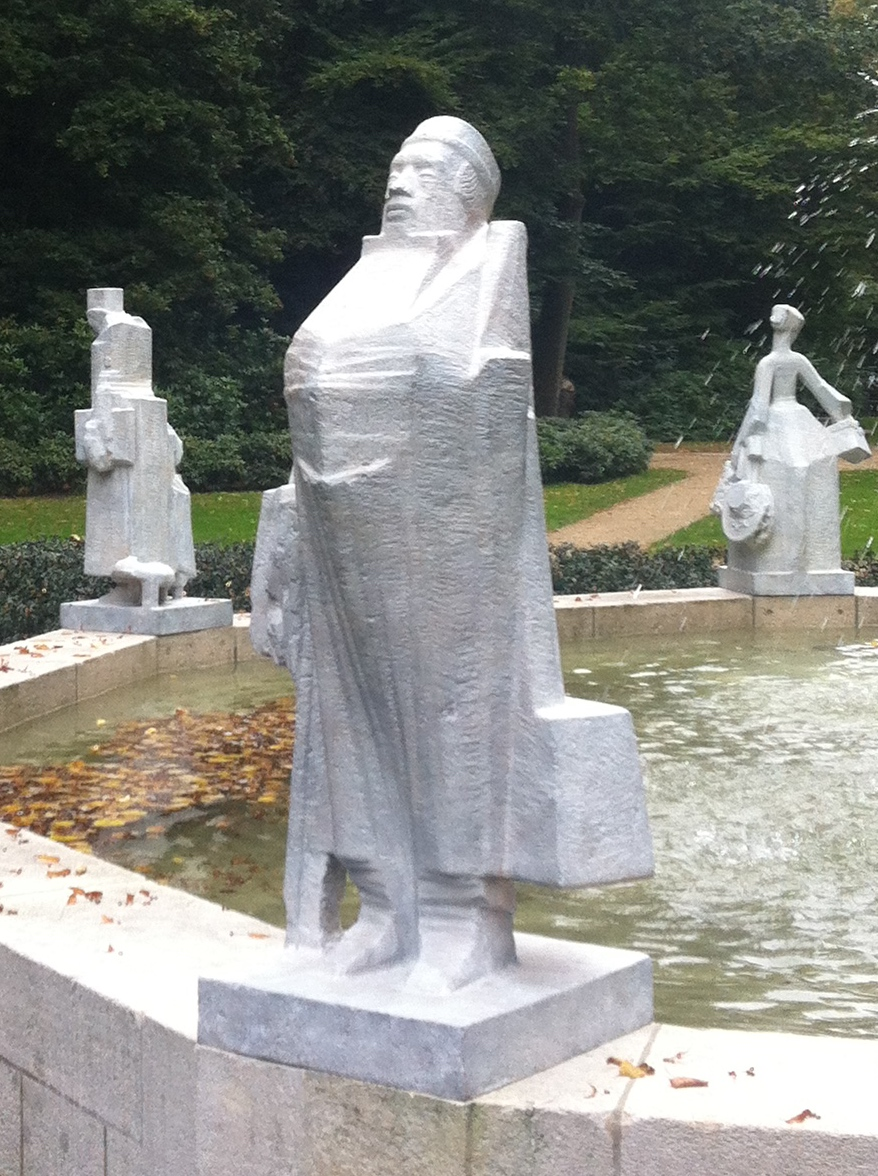
Buikje, de studentennaam van Mr. Bruis, een dik en goedmoedig man, getooid met overjas, koffer, hoed en wandelstok.
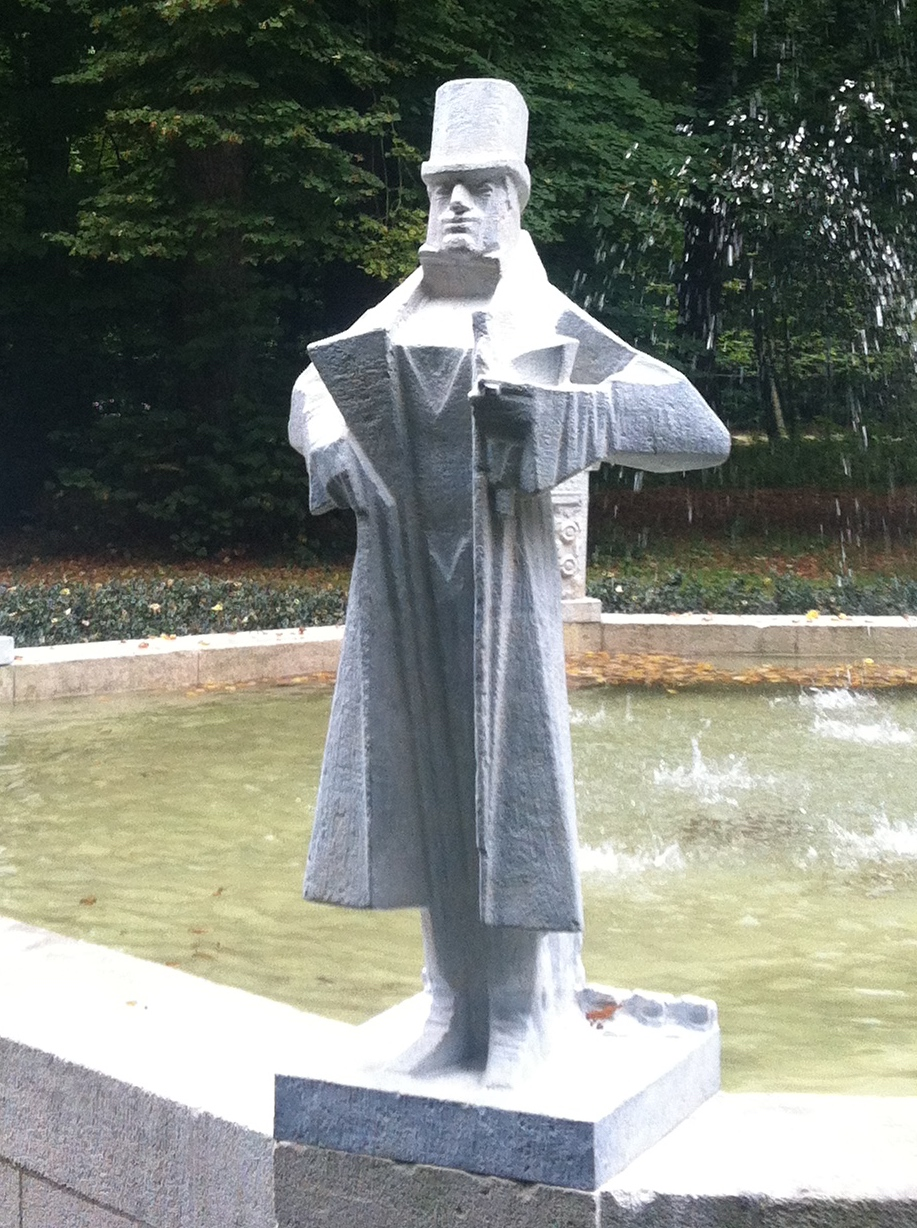
Robertus Nurks, uit 'Een onaangenaam mens in de Haarlemmerhout', toont zich hautain, hatelijk en beledigend.
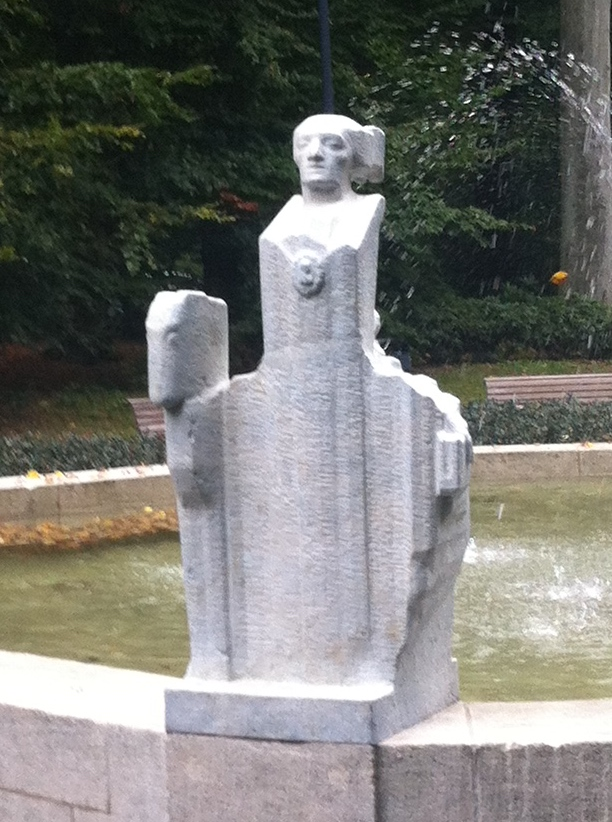
Grootmoeder Kegge, stil en gesloten in gelaatsuitdrukking en houding. Met ernaast haar trouwe hond Diaan.
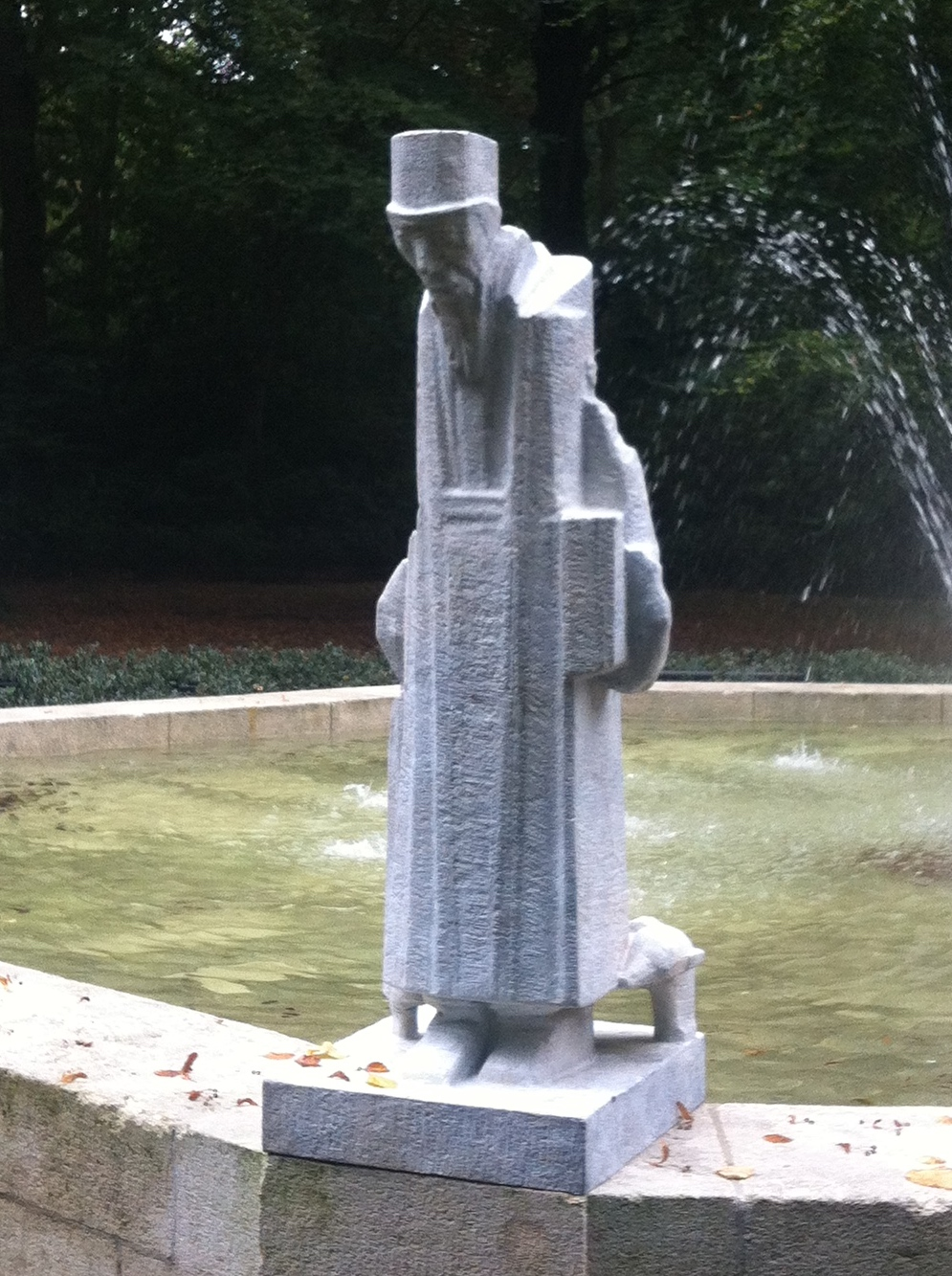
Keesje, het Diakenhuismannetje, getekend gezicht, kromgebogen gestalte met een pakje onder zijn arm dat hij voor de gegoede burgerij rondbrengt.
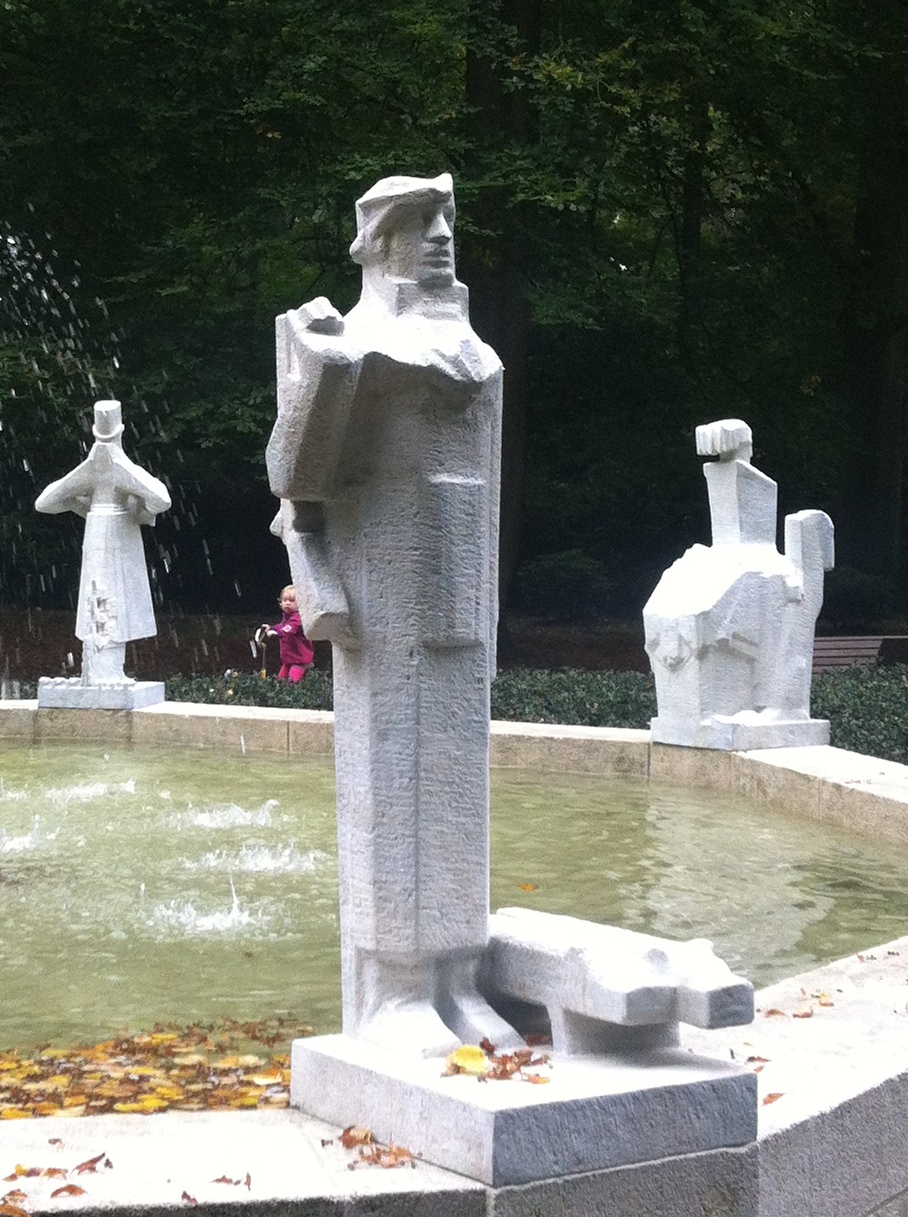
Teun de Jager, die bij een tragisch ongeluk zijn geliefde in het hart schiet. Geweer en weitas hangen over zijn schouder, veldbloemen illustreren de natuur, naast hem staan zijn twee patrijshonden.
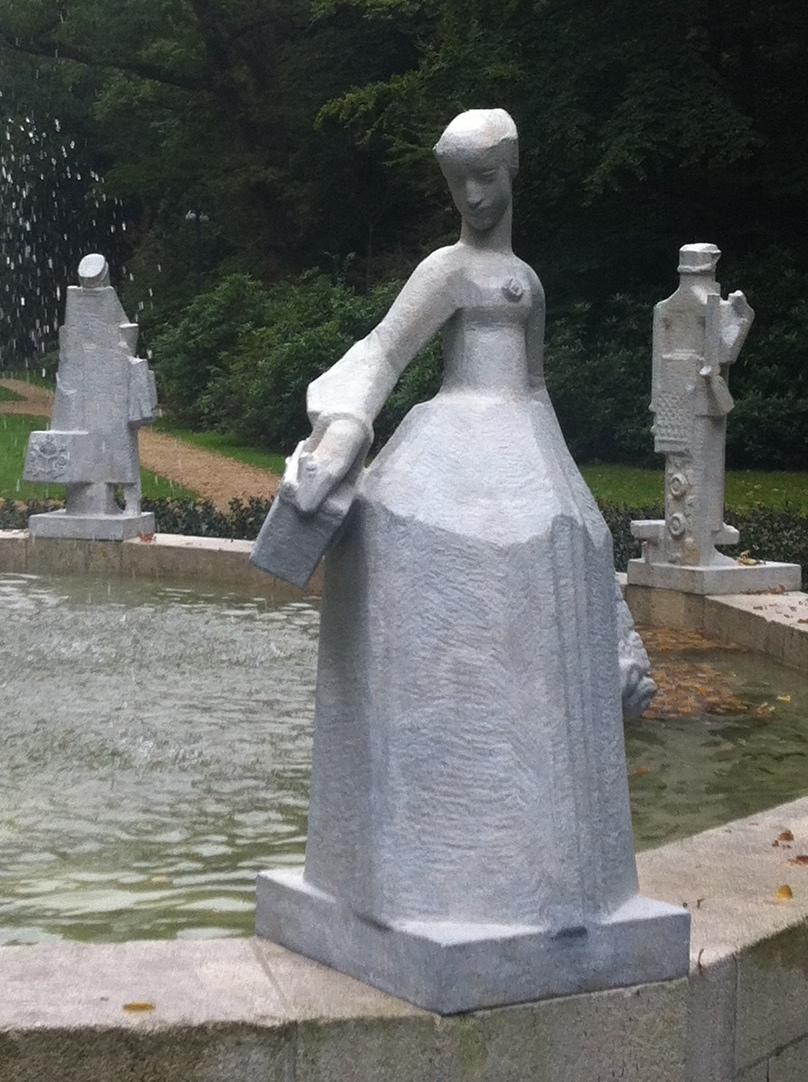
Suzette Noiret, van Franse afkomst, sierlijk en uitheems. Zij kijkt verlegen opzij, met haar smalle lijfje en wijde rok, een mandje in haar rechterhand, bloemen en hoed in de andere.
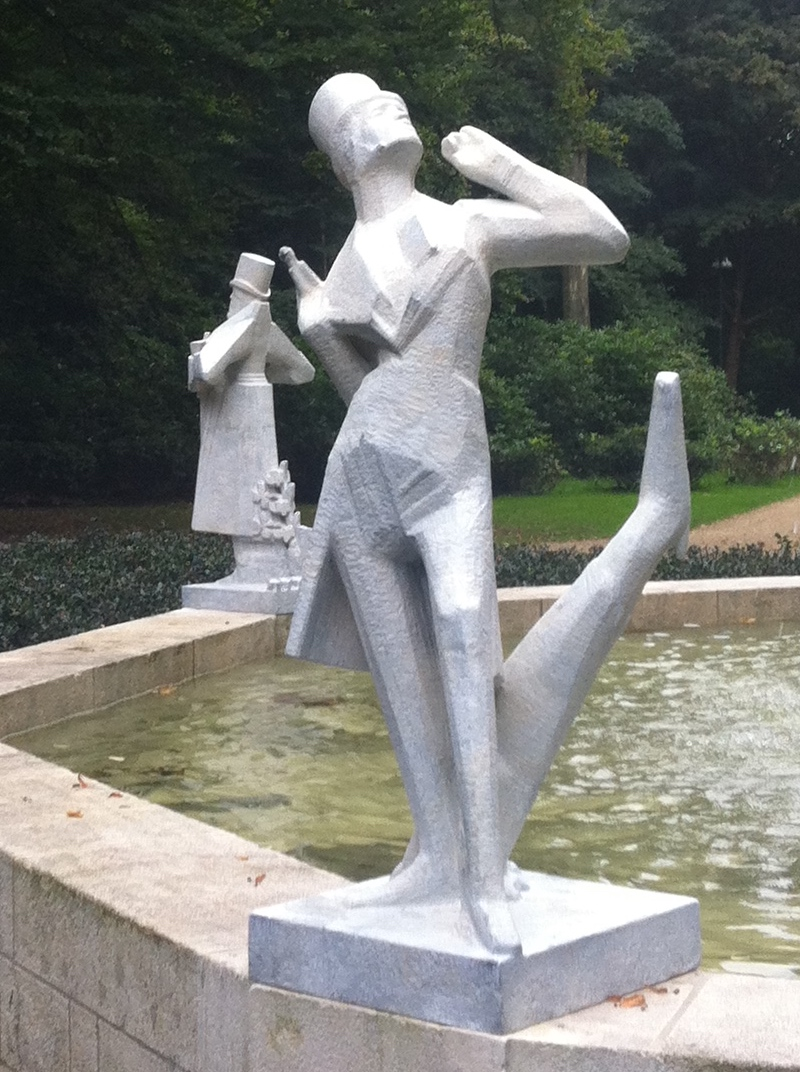
Van der Hoogen, bijgenaamd 'de Charmante', zijn ijdelheid spat van het beeld af. Zijn hond zit net zo ijdel naast hem.
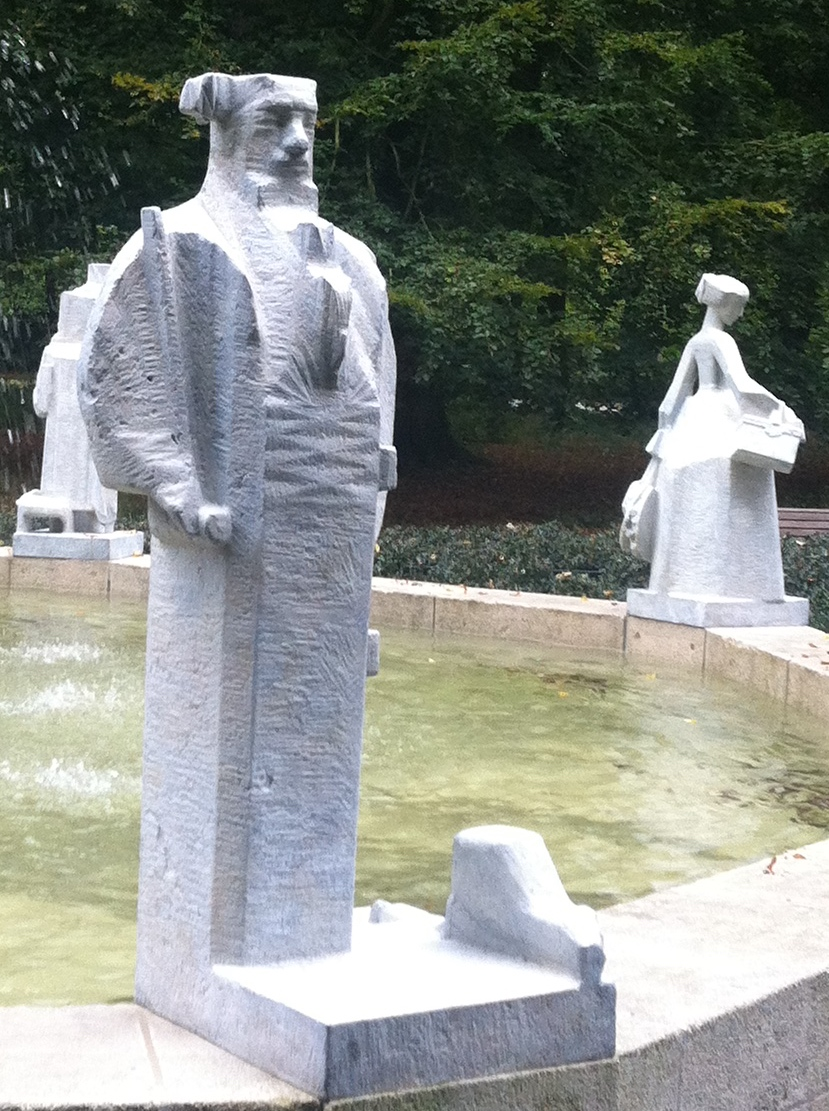
Stastok sr. Hij is een man van de klok. Maar de klok staat stil. Het onderdanige hondje onderstreept hier zijn karakter.
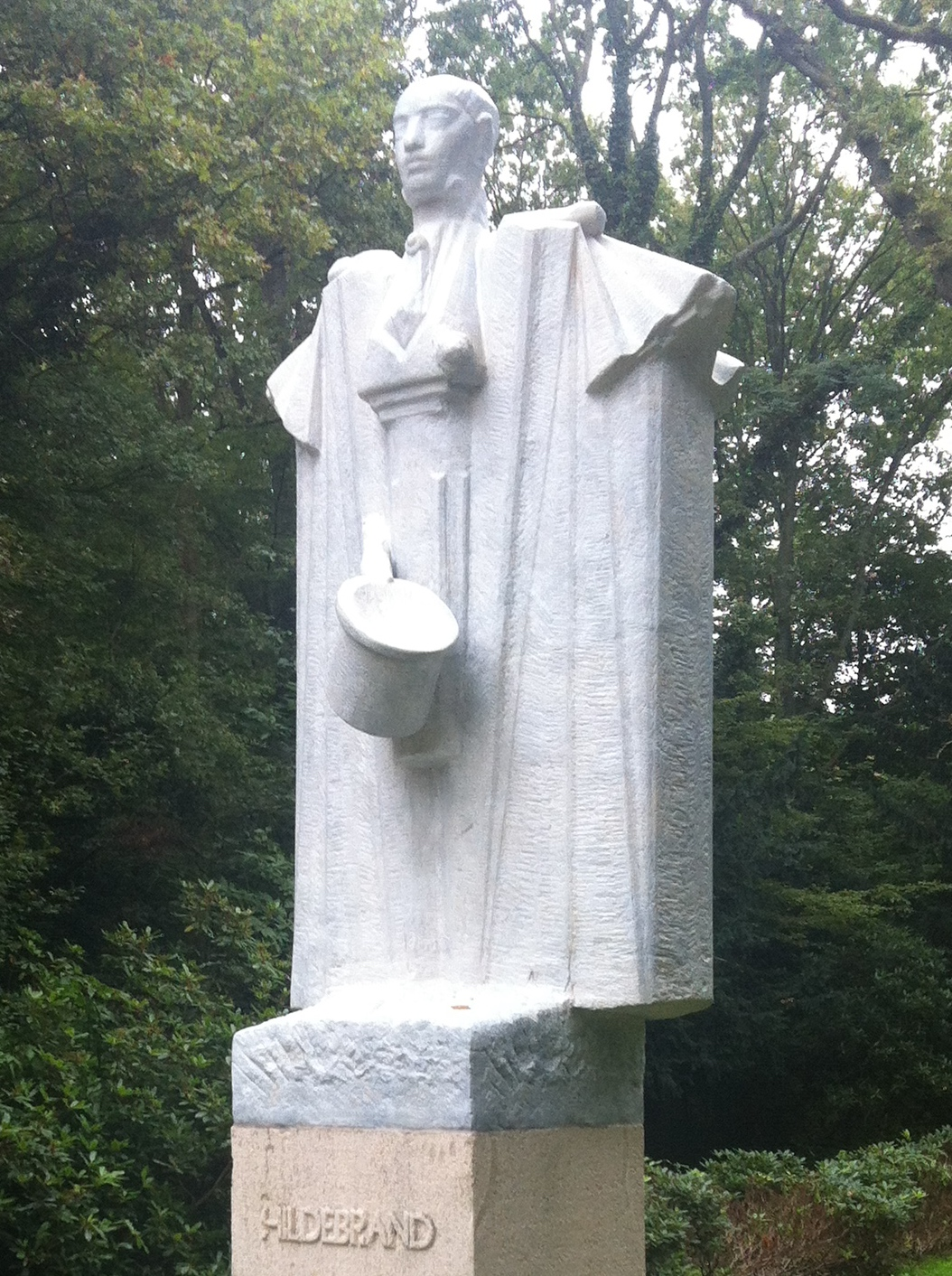
Hildebrand, de schrijver in studentenmantel en met hoed in de hand, op afstand en verheven op zijn voetstuk.

## Trivia
- De beelden werden in de winters tegen stukvriezen verpakt in een bekisting met stro. Deze bekistingen zijn in 1967 en 1970 in brand gestoken.
- Ter gelegenheid van het vijftigjarig jubileum van dit monument publiceerde Bies van Ede op 2 juni 2012 het boek 'Beelden uit de Camera Obscura' met gedichten en een essay, begeleid door tekeningen van Eric J. Coolen.